# Лексикостатистика
Лексикостати́стика (от «лексика» и «статистика») — статистический метод, используемый в лингвистике для определения степени родства языков. Заключается в сравнении наиболее устойчивой части лексического фонда и определении количества слов, имеющих в родственных языках общее происхождение. Лексикостатистика является одним из основных методов построения генетической классификации языков.
Для установления степени лексических схождений и расхождений между языками в процентном отношении используется стословный список Сводеша. В этот список входят слова, относящиеся к так называемой базисной лексике, которая наиболее устойчива к историческим изменениям во всех языках мира. Чем выше процент совпадающих слов у языков, тем они оказываются более близкими по степени родства. Так, например, анализ списков слов славянских языков даёт порядка 80—85 % совпадений.
Данные лексикостатистики используются в глоттохронологии как основа для определения времени разделения родственных языков. Употребляемый в широком смысле термин «лексикостатистика» синонимичен термину «глоттохронология» (более точно — «лексикостатистическая глоттохронология»).